# Pevník krvavějící
Pevník krvavějící (Stereum sanguinolentum) je druh houby čeledě pevníkovité (Stereaceae). Plodnice se tvoří na mrtvém dřevě nebo někdy na odumřelých větvích živých stromů. Tvoří tenké kožovité krusty povrchu dřeva. Čerstvé plodnice roní při poranění tekutinu červené barvy. Může být hostitelem parazitické houby rosolovka průsvitná Tremella encephala.

## EPPO kód
STERSA

## Synonyma patogena
Podle EPPO a biolib.cz je pro patogena s označením Stereum sanguinolentum používáno více rozdílných názvů, například Auricularia sanguinolenta nebo Thelephora sericea var. sanguinolenta.
Další synonyma dle Index Fungorum
- Haematostereum sanguinolentum (Alb. & Schwein.) Pouzar, Česká Mykol. 13(1): 13 (1959)
- Merulius sanguinolentus (Alb. & Schwein.) Spreng., Syst. veg., Edn 16 4(1): 468 (1827)
- Phlebomorpha sanguinolenta (Alb. & Schwein.) Pers., Mycol. eur. (Erlanga) 1: 62 (1822)
- Stereum balsameum Peck, Ann. Rep. N.Y. St. Mus. nat. Hist. 27: 99 (1875) [1874]
- Stereum balsameum Peck, Ann. Rep. N.Y. St. Mus. nat. Hist. 27: 99 (1875) [1874] f. balsameum
- Stereum balsameum f. reflexum Peck, Ann. Rep. Reg. N.Y. St. Mus. 47: 152 (1894)
- Stereum rigens (P. Karst.) Sacc., Syll. fung. (Abellini) 6: 565 (1888)
- Stereum sanguinolentum f. alpinum Pilát [as 'alpina'], Bull. trimest. Soc. mycol. Fr. 42: 110 (1926)
- Stereum sanguinolentum (Alb. & Schwein.) Fr., Epicr. syst. mycol. (Upsaliae): 549 (1838) [1836-1838] f. sanguinolentum
- Stereum sanguinolentum subsp. rigens P. Karst., Bidr. Känn. Finl. Nat. Folk 37: 243 (1882)
- Stereum sanguinolentum (Alb. & Schwein.) Fr., Epicr. syst. mycol. (Upsaliae): 549 (1838) [1836-1838] subsp. sanguinolentum
- Thelephora sanguinolenta Alb. & Schwein., Consp. fung. (Leipzig): 274 (1805)

## Zeměpisné rozšíření
Kosmopolitní druh.

### Výskyt v Česku
Pevník krvavějící patří mezi velmi hojné houby v ČR. Roste po celý rok na jehličnanech na mrtvém i živém dřevě, zvláště ve smrkových monokulturách a přirozených borových porostech, na nevápenatých a kyselejších půdách od nížin po pahorkatiny. Lze jej nalézt i v horách na kleči Pinus mugo. Podíl napadení pevníkem u loupáním a ohryzem poškozených stromů se dle místních podmínek pohybuje v širokém rozpětí. U smrku ztepilého byla v Evropě zjištěna kolonizace pevníkem u 20 % až 100 % poškozených stromů, v podmínkách ČR ve všech nám známých případech napadení přesahovalo (většinou výrazně) hodnotu 45 %. Míra napadení je zřejmě ovlivněna především klimatickými poměry. Jeho růst v Česku na listnáčích je dokládán jen zcela výjimečně (bříza,
olše, jeřáb).

## Popis
V blízkém okolí plodnic se a mohou vytvářet i plošně značně rozlehlé povlaky (především na spodních částech hostitelských dřevin. Nejvíce nových plodnic vyrůstá na jaře a na podzim. Fruktifikace je výrazně ovlivňována vlhkostí. Na svisle orientovaném substrátu dochází záhy k odstávání (ohrnutí) horní části plodnice a k tvorbě drobných škeblovitých kloboučků.

### Plodnice
Pevník krvavějící vytváří obvykle jednoleté rozlité až polorozlité nebo polokloboukaté plodnice, mladé okrouhlé plodnice časem srůstají do rozlehlejších povlaků, z nichž vyrůstají nepravidelné, často vzájemně srostlé klobouky. Při poranění roní červený latex.

### Klobouk
Klobouk drobnější, nepravidelně zprohýbaný, široký do 50 mm, na povrchu přitiskle vláknitě chlupatý až štětinatý, později lysý, u mladších plodnic na okraji bělavý, ve středu hnědý až téměř černý, stářím tmavnoucí. Časté je soustředné pásování šedých a tmavě hnědých pruhů a bělavý ostrý okraj.

### Rouško
Rouško je víceméně hladké, částečně zaobleně hrbolaté, bez pórů, bělavé v odstínech až k hnědé, ve středu tmavší.

### Dužnina
Tuhá, kožovitá, červenající.
Hyfový systém je dimitický. Jinak korkovitě pružná, později až pevná a tvrdá dužnina (trama) je složena především z generativních bezbarvých a tenkostěnných hyf bez přezek o tloušťce 2–3,5 µm. V hymeniu bývají přítomné cystidy (50–150 × 3–9 µm). Výtrusy jsou hladké, bezbarvé, podlouhle vejčité (až vejčité), většinou 6–11 × 2–3,5(–5) µm velké.

## Hostitel
Hostitelem jsou obvykle jehličnany, především smrk. Rozkládá především odumřelou dřevní hmotu, například padlé kmeny. Je zaznamenáno ale i poškození listatých dřevin.

## Příznaky
Plodnice, nejčastější na poraněných kmenech, plodnice nenarůstají pravidelně každou sezónu, typické je doprovodné prosmolení v okolí rány.

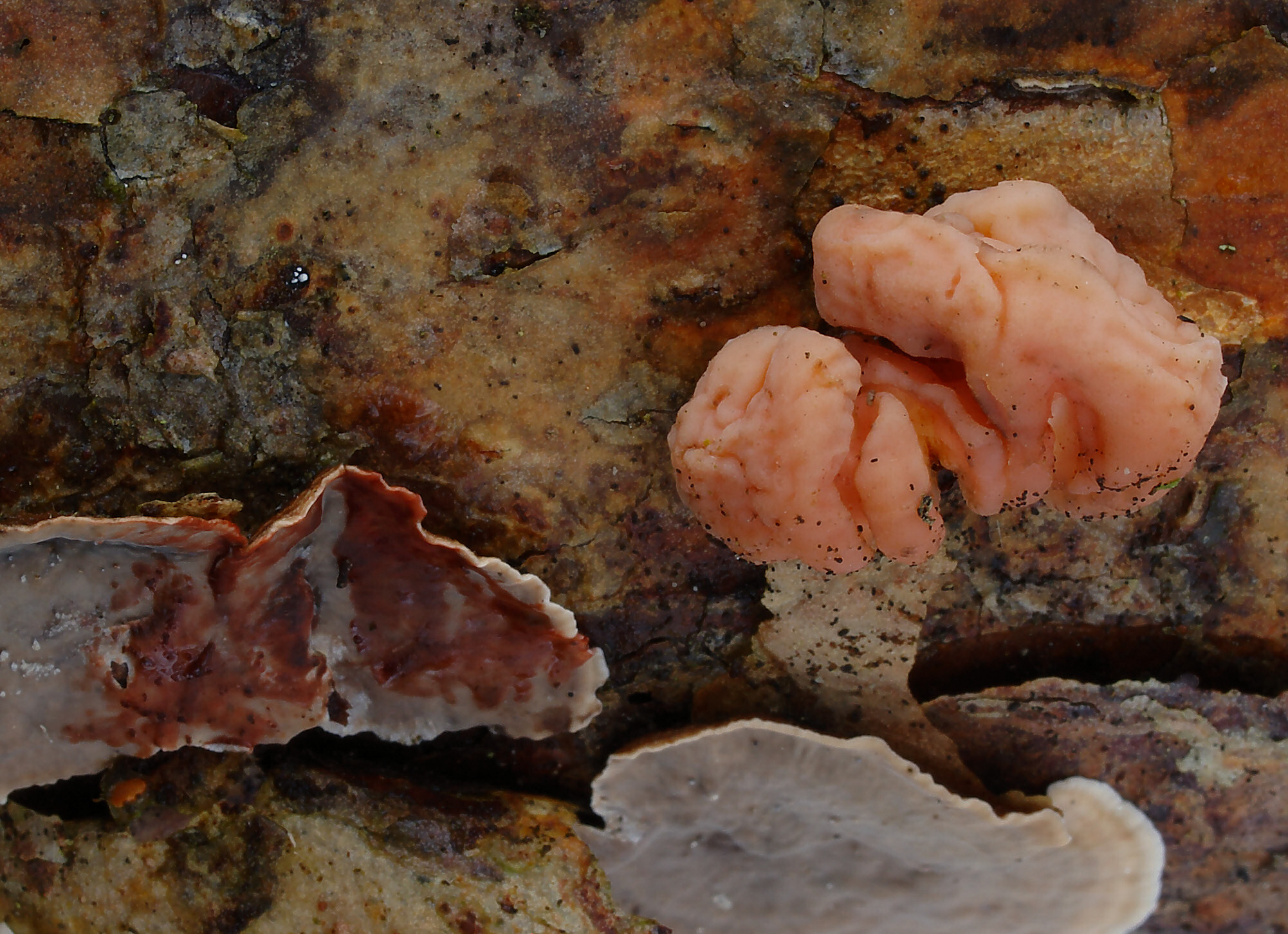
Rosolovka průsvitná Tremella encephala na pevníku Stereum sanguinolentum

### Možnost záměny
Hniloba je podobná jako u kořenovníku vrstevnatého (Heterobasidion annosum). U pevníku hniloba ale vzniká v místě poškození na kmeni (sloupnutá borka, mechanická poškození) a u kořenovníku hniloba začíná v místě báze kmene a kořenů, odtud postupuje směrem nahoru. Záměna plodnic je možná za další druhy pevníků, které se při poranění červeně zbarvují, především za pevník horský (Streum rigens), jenž vyrůstá rovněž na dřevě jehličnanů, ale vyznačuje se robustnějšími plodnicemi a růstem ve vysokých nadmořských výškách. Na listnáčích se vykytují plodnice podobných druhů stejného rodu – pevník korkovitý (Stereum rugosum) a pevník dubový (Stereum gausapatum).

## Význam
Podíl hnilobou poškozeného dříví se u majoritního lesního majetku Lesů ČR pohybuje ročně kolem 20 % celkového objemu těžby. Hospodářsky nejvýznamnější hniloba smrku a jedna ze tří nejvýznamnějších dřevokazných hub v lesním hospodářství vůbec. Ranový parazit, vyskytuje se jako důsledek poškození, často loupání zvěří. Poškozené stromy je třeba odstraňovat, při vážném poškození porostu je třeba provést rekonstrukci porostu.

## Biologie
Basidiospory klíčí na čerstvě obnaženém dřevě, do kterého dále pronikají. Ve směru pronikání hniloby se tvoří tmavá šedavá až šedofialová zóna, široká 1–3 cm. V některých případech může docházet ke společné kolonizaci kořenovníku a pevníku krvavějícího, kdy pevník kolonizuje především okrajovou část hniloby a proniká více do bělové části kmene.

## Ochrana rostlin

### Prevence
Omezení poškození dřevin při těžbě. Důležité je udržovat stavy lovné zvěře na úrovni dané úživností honitby.